# Slowloris
Slowloris – program napisany przez Roberta "RSnake" Hansena, który pozwala nawet pojedynczemu komputerowi unieruchomić serwer www przy pomocy łącza o względnie małej przepustowości. Slowloris ma jednocześnie minimalny wpływ na inne usługi działające na atakowanej maszynie.
Slowloris otwiera wiele połączeń do serwera docelowego i pozostawia je otwarte tak długo, jak to możliwe. Odbywa się to przez otwarcie połączeń do serwera docelowego i wysłanie częściowego żądania, ale nie kończenie go. Z powodu cyklicznego powtarzania tej czynności serwer może osiągnąć maksymalną liczbę równoczesnych połączeń i odrzucać dodatkowe próby połączenia od innych klientów.

## Podobne oprogramowanie
Od momentu pojawiania się Slowlorisa pojawiły się jego liczne klony, zawierające czasem dodatkową funkcjonalność lub działające pod innymi systemami.
- PyLoris - implementacja w języku Python umożliwiająca użycie łącznie z Torem i proxy.
- QSlowloris - wykonywalna wersja Slowlorisa przystosowana do uruchamiania pod systemem Windows, zawierająca nakładkę graficzną w QT
- Nienazwana wersja w PHP która może być uruchamiana na serwerze HTTP
- slowhttptest - wysoko konfigurowalny symulator ataków, napisany w C++